# Alexandre dos Países Baixos
Alexandre dos Países Baixos, Príncipe de Orange-Nassau, (Soestdijk, 2 de agosto de 1818 – Funchal, 20 de fevereiro de 1848) foi o segundo filho do rei Guilherme II dos Países Baixos e de sua esposa, a grã-duquesa Ana Pavlovna da Rússia, filha do czar Paulo I da Rússia. Nasceu no Palácio de Soestdijk e era apelidado "Sasha" pelos familiares. Era um excelente cavaleiro, servindo como Tenente e Inspetor da Cavalaria, um posto que assumiu até a sua morte. O regimento "Huzaren Prins Alexander" do exército neerlandês é assim chamado em sua homenagem.

## Possíveis casamentos
Em 1840, cogitou-se que Alexandre deveria se casar com a rainha Isabel II da Espanha quando ela alcançasse a idade, tornando-o regente. Entretanto, a oposição de outras coroas e a objecção do rei Guilherme II à religião de Isabel (que era católica) impediram o casamento.
Guilherme IV do Reino Unido, tio paterno da futura rainha Vitória do Reino Unido, preferia seu casamento com Alexandre, pois não queria nenhum vínculo com os Saxe-Coburgo-Gota (família do então marido de Vitória).
O casamento não aconteceu porque, como temia Guilherme IV, Vitória apaixonou-se pelo príncipe Alberto de Saxe-Coburgo-Gota e pediu-o em casamento, que, por sua vez, aceitou.
Enquanto que sobre Alberto escreveu: "Ele é extremamente bonito; seu cabelo tem a mesma cor que o meu; seus olhos são grandes e azuis, e ele tem um lindo nariz e uma boca muito doce com belos dentes; mas o charme de seu semblante é a sua expressão, a mais deleitável", sobre Alexandre apenas escreveu: "Alexandre, por outro lado, era "muito comum".

## Morte
Alexandre contraiu tuberculose e, por razão de sua saúde, mudou-se, em novembro de 1847 para a Ilha da Madeira, devido ao clima mais seco, instalando-se na Quinta das Angústias, no Funchal. Ali morreu a 20 de Fevereiro de 1848, aos 29 anos. Foi enterrado na cripta real em Nieuwe Kerk, em Delft.

## Títulos
- 1818-1848: Sua Alteza Real, Príncipe Alexandre dos Países Baixos, Príncipe de Orange-Nassau